# Becky G
Rebbeca Marie Gomez, (sinh ngày 2 tháng 3 năm 1997, nghệ danh Becky G) là ca sĩ, từ Inglewood, California, Hoa Kỳ. Cô bắt đầu được chú ý vào năm 2011, sau khi đăng vài video pop remix trên YouTube.

## Thời niên thiếu
Gomez được sinh ra và lớn lên ở Los Angeles, nhưng cô sống ở thung lũng Moreno, California với gia đình. Cha mẹ của Becky là Frank Gomez và Alejandra Gomez. Gomez có hai người anh trai và một cô em gái. [6] Vào tháng 12 năm 2017, cô tiết lộ rằng cô có một người chị cùng cha khác mẹ đã mười tám tuổi. [7] Cuộc khủng hoảng tài chính buộc gia đình Gomez, phải bán nhà và dọn vào sống ở ga-ra của ông bà cô ở Inglewood, California, khi Becky chín tuổi. Cô muốn kiếm tiền để giúp đỡ gia đình nên đã bắt đầu làm việc (viết lời bình và đóng phim, quảng cáo). Gomez cho biết Christina Aguilera và Jennifer Lopez là hai người có ảnh hưởng đến phong cách âm nhạc của mình.

## Sự nghiệp

### 2008-2011: Khởi đầu sự nghiệp
Gomez xuất hiện trong bộ phim ngắn El Tux (2008) với vai Claudia Gómez và vai Nina trong bộ phim truyền hình Discovery Channel La estación de la Calle Olvera (2008). Cô trở thành thành viên của một nhóm nhạc nữ có tên GLAM vào năm 2009, và sau đó gia nhập BCG, một nhóm nhạc nữ khác. Cô đã quay một video âm nhạc như một phần của GLAM cho một bài hát có tựa đề "JellyBean" vào năm 2009. Trong thời gian này, Gomez cũng bắt đầu tự thu âm các bài hát và đọc rap bằng Garageband, đống thời tạo một tài khoản YouTube để đăng các bài hát nổi tiếng lên trực tuyến. Cô cũng bắt đầu sáng tác các bài hát của riêng mình, và đến năm mười ba tuổi, cô đã tự học cách chơi guitar.

### 2011–13:Play It Again
Gomez kết bạn với bộ đôi sản xuất The Jam khi cô mười ba tuổi, người thích bản sáng tác của Gomez. Bộ ba bắt đầu làm việc cùng nhau, dẫn đến các bản cover của các bài hát hip hop và pop" Otis " (2011), " Lighters " (2011), " Novacane " (2011), " Take Care " (2011), " Boyfriend " (2011), và một bài hát gốc "Turn the Music Up". [9] Những bài hát này là một phần của một bản mixtape, có tựa đề @itsbeckygomez, mặc dù dự án này đã không thành hiện thực. 
Bản cover bài hát" Otis" của Kanye West và Jay - Z được cô công bố vào ngày 15 tháng 9 năm 2011. đã thu hút được sự chú ý của ca sĩ kỳ cựu Dr. Luke, người đã làm việc với các nghệ sĩ nổi tiếng bao gồm Britney Spears và Miley Cyrus. Ông đã ký hợp đồng với Becky với hãng thu âm Kemosabe Record (Sony Music Entertainment), thông qua các hãng thu âm RCA.
Vào ngày 12 tháng 6 năm 2012, ca sĩ Úc Cody Simpson công bố của đĩa đơn "Wish U Were Here" đồng sáng tác với Gomez. Cô ấy chính thức đăng bài hát "Turn the Music Up"  qua YouTube vào tháng 7 năm 2012.
Vào tháng 8, khi đang thực hiện album đầu tay của mình, Gomez đã phát hành bài hát đầu tiên của mình, "Problem", cùng với sự sáng tác của Will.i.am, sau đó, vào tháng 9, nó được phối lại thành "Problem (The Monster Remix)" cho bộ phim Transylvania của hãng phim Sony Pictures Animation. Vào ngày 2 tháng 10 năm 2012, ca sĩ Cher Lloyd ra mắt đĩa đơn "Oath" đồng sáng tác với Becky G. Bản nhạc này sau đó đã được chứng nhận vàng bởi Hiệp hội Công nghiệp ghi âm Hoa Kỳ (RIAA), biểu thị doanh số 500.000 bản trong nước, đạt vị trí thứ 73 trên bảng xếp hạng các đĩa đơn âm nhạc tại Hoa Kỳ của  Billboard (Billboard Hot 100).
Vào ngày 14 tháng 10, cô cũng đã làm việc với Michel Teló trong bản phối lại bài hát " Ai Se Eu Te Pego " trong EP Anh của anh. Vào ngày 23 tháng 11 năm 2012, ca sĩ Ke$ha công bố bản remix cho album Die Young có Gomez, Juicy J và Wiz Khalifa. Sau đó, bản phối lại được giới thiệu trên phiên bản cao cấp của Nhật Bản trong album phòng thu thứ hai của Kesha, Warrior (2012).
Vào ngày 8 tháng 4 năm 2013, Gomez đã phát hành " Becky from the Block " - đĩa đơn đầu tay chính thức của cô. Bài hát là một bản cover của đĩa đơn " Jenny from the Block " vào năm 2003 của Jennifer Lopez. Vào ngày 6 tháng 5 năm 2013, Gomez công bố video âm nhạc cho" Play it again". Vào ngày 13 tháng 7, Gomez đã phát hành vở kịch mở rộng đầu tay của mình, cũng có tên "Play It Again". Gomez sau đó đã quay một video âm nhạc cho bài hát "Build For This", phát hành vào ngày 13 tháng 11, do chính cô đạo diễn.
Vào tháng 10 năm 2013, cô đã xác nhận rằng cô đã thu âm album đầu tay của mình. " Cant Get Enough ", với phần rap từ khách mời Pitbull, như là đĩa đơn chính từ "Play It Again", phát hành vào ngày 4 tháng 6. Bài hát tiếp tục đứng đầu bảng xếp hạng Latin Rhy tiết Airplay ở Hoa Kỳ, đánh dấu đĩa đơn đầu tiên của cô xuất hiện trên bảng xếp hạng Billboard. Cô đã thu âm bài hát " Quiero Bailar (All Through the Night) " (2013) với 3Ball MTY. Trong bài hát đó, Gomez hát và rap bằng cả tiếng Anh và tiếng Tây Ban Nha. Bài hát dự định sẽ được sử dụng cho album phòng thu thứ hai của họ.

### 2014-15: Phát hành album
Vào ngày 23 tháng 4 năm 2014, cô công bố đĩa đơn đầu tiên của cô ấy trong album "Shower". Bài hát đã lên vị trí 16 của Billboard top 100. Bài hát cũng đạt được thành công bảng xếp hạng ở nhiều quốc gia khác, đáng chú ý nhất là đạt số mười một ở cả Úc và Thụy Điển. Đĩa đơn tiếp tục nhận được chứng nhận đa bạch kim từ Hiệp hội Công nghiệp ghi âm Hoa Kỳ (RIAA), biểu thị hai triệu đơn vị được bán tại quốc gia này. Cô ấy đã biểu diễn " Shower" tại 2014 Teen Choice Award. "Can't get enough" sau đó đã được gửi đến Latin Radio và trở thành số 1 trên Billboard Airplay Latin.
Becky G xuất hiện với Jasmine V trên bìa của tạp chí Latina. Vào tháng 7 năm 2014, Gomez bắt đầu đại diện cho CoverGirl. Là người phát ngôn của công ty, cô đã quay quảng cáo để quảng bá thương hiệu và giới thiệu sản phẩm của họ trong các video âm nhạc của mình. 
"Can't stop dancin'" (2014) đã được công bố như là đĩa đơn tiếp theo trong album vào ngày 4 tháng 11. Bài hát không tiếp nối sự thành công của đĩa đơn trước đó và chỉ đứng ở vị trí thứ 88 trên Billboard Hot 100.
Gomez đã phát hành một bài hát có tựa đề "Lovin So Hard" (2015), cùng với một video âm nhạc bao gồm các cảnh quay tự chế của Gomez và Austin Mahone, người mà cô đã hẹn hò một thời gian ngắn. Vào ngày 26 tháng 6, Gomez đã ra mắt một bài hát có tựa đề "We Are Mexico" để đoàn kết với cộng đồng Latin để đáp lại lời phát biểu của Donald Trump về việc chống lại người nhập cư bất hợp pháp ở Mexico. Cô cũng biểu diễn trong một buổi hòa nhạc tưởng nhớ Jenni Rivera quá cố. Cô đã phát hành một bài hát khác, " Break a Sweat " (2015), đĩa đơn thứ tư được phát hành từ album đầu tay của cô. Gomez bắt đầu chuyến lưu diễn đồng thời với ca sĩ reggaeton người Colombia - J Balvin, bắt đầu vào ngày 23 tháng 9 và kết thúc vào ngày 25 tháng 10; các tour diễn kéo dài trên khắp Hoa Kỳ. Gomez cũng đã phát hành bản phối lại với J Balvin cho đĩa đơn "Can't stop dancin'" của cô. Sau đó, cô hợp tác với Yellow Claw trong các bài hát "Wild Mustang" và "For the Thrill" (2015). Cô đã phát hành "You Love It" (2015) dưới dạng đĩa đơn quảng cáo trước khi phát hành album đầu tay. Cùng ngày đó, Gomez được chọn vào vai Trini trong bộ phim Power Rangers (dược công chiếu vào năm 2017). Cô cũng xuất hiện với vai Valentina Galindo trong hai tập phim Empire thêm các đĩa đơn "Do It" và "New, New" (2015).

### 2016–18: Crossover cho nhạc và phim Latin
Gomez đã tới Vancouver, British Columbia, Canada để quay phim Power Rangers từ ngày 29 tháng 2 đến ngày 28 tháng 5 năm 2016. Gomez hợp tác một lần nữa với Pitbull trong bài hát "Superstar". Bài hát được dùng làm quốc ca chính thức cho Copa América Centenario. Vào ngày 24 tháng 6 năm 2016, Gomez đã phát hành đĩa đơn " Sola ". Bài hát này là bài hát đầu tiên của cô được hát duy nhất bằng tiếng Tây Ban Nha và là đĩa đơn chính trong album đầu tay sắp phát hành tại Tây Ban Nha của cô. Bài hát đã đạt được thành công trên đài phát thanh Tây Ban Nha, đạt vị trí thứ 24 trên bảng xếp hạng các bài hát Pop Latin ở Hoa Kỳ. Cô đã góp giọng trong đĩa đơn " Take it off " của Lil Jon, cùng với giọng ca của Yandel. Vào ngày 7 tháng 10 năm 2016, Gomez đã phát hành " Mangú ", bài hát tiếng Tây Ban Nha thứ hai của cô sau đĩa đơn "Sola".
Vào ngày 3 tháng 3 năm 2017, Gomez đã phát hành đĩa đơn " Todo Cambio " - đĩa đơn thứ ba trong album đầu tay của cô. Vào ngày 24 tháng 3, Power Rangers đã được phát hành, đánh dấu lần ra mắt phim truyện của Gomez. Cô đã nhận được sự chú ý của công chúng sau khi được tiết lộ rằng nhân vật của cô, Trini, là người đồng tính và đó là siêu anh hùng đầu tiên đến từ cộng đồng LGBT. Cô hợp tác với ca sĩ người Argentina Axel, trong đĩa đơn "Que Nos Animemos" trong album Ser của cô. Vào ngày 8 tháng 7, Gomez bắt đầu đếm ngược trên Twitter cho đĩa đơn " Mayores " của cô với sự góp giọng của Bad Bunny. Bài hát được phát hành dưới dạng đĩa đơn thứ tư trong album đầu tay sắp phát hành của cô vào ngày 14 tháng 7. Gomez tuyên bố rằng "Mayores" sẽ đánh dấu sự khởi đầu của một "kỷ nguyên mới". Vào ngày 21 tháng 9, đã xác nhận rằng Gomez sẽ là người mở màn cho nhóm nhạc nữ Fifth Harmony, cho chặng Mỹ Latinh của PSA Tour của họ, với các chương trình tại Argentina, Chile và Mexico. Trong buổi biểu diễn của nhóm tại Argentina, Gomez đã bị được lực lượng an ninh bảo vệ dể rời khỏi sân khấu sau khi bị một người hâm mộ nhầm lẫn khi cố che cho thành viên Dinah Jane bằng cờ của quốc gia khi trang phục của cô bị xé toạc. Gomez kết hợp với ca sĩ Leslie Grace trong bài hát "Díganle", phát hành vào ngày 28 tháng 9. Gomez cũng hợp tác với Lindsey Stirling với tư cách là giọng ca nổi bật trong ca khúc "Christmas C'mon", từ Album Giáng sinh của Stirling, "Warmer in the winter", phát hành vào ngày 20 tháng 10 năm 2017.
Vào ngày 9 tháng 2 năm 2018, bộ đôi Mau y Ricky đã phát hành bản phối lại bài hát " Mi Mala " của họ với Karol G kết hợp với Becky G, Leslie Grace và Lali. Vào ngày 16 cùng tháng, rapper người Jamaica Sean Paul và DJ người Pháp David Guetta đã phát hành " Mad Love " cũng có sự góp mặt của Gomez. Vào ngày 20 tháng 4, cô phát hành " Sin Pijama " với ca sĩ Natti Natasha. Gomez trở lại thị trường nói tiếng Anh sau ba năm với việc phát hành "Zooted" có tiếng Pháp Montana và Farruko, được phát hành vào ngày 20 tháng 7. Vào ngày 5 tháng 8, cô phát hành " Cuando Te Besé " Với Paulo Londra. Vào ngày 16 tháng 8, Gomez và Grace đã phát hành bản phối lại của "Díganle", hợp tác với nhóm nhạc nam Latin CNCO.
Một tuần sau, Gomez đóng vai chính trong bộ phim phiêu lưu khoa học viễn tưởng AXL, được quay vào cuối năm 2017. Bộ phim nhận được đánh giá tiêu cực từ các nhà phê bình như Power Rangers, bộ phim là một sự thất vọng phòng vé. Gomez đóng vai chính trong bộ phim hoạt hình giả tưởng Gnome Alone, cùng với Josh Peck. Ban đầu nó được dự kiến phát hành tại tất cả các rạp, nhưng rồi chỉ được phát hành ở Châu Mỹ Latinh, Châu Âu và Châu Á vào tháng 4 năm 2018. Nó đã được phát hành trên Netflix vào tháng 10 cùng năm. Vào tháng 10, ca sĩ người Mexico Joss Favela đã phát hành một bản song ca với Gomez, có tựa đề "Pienso en Ti". Cuối tháng đó, ca sĩ người Tây Ban Nha - C. Tangana đã phát hành bài hát "Booty" với Gomez, hợp tác với Alizzz. Gomez nổi bật trong "Lost in the Middle of Nowhere" từ album thứ hai của Kane Brown, Experiment. Vào ngày 5 tháng 12 năm 2018, Gomez đã phát hành bộ sưu tập trang điểm có tên "Salvaje" với nhãn hiệu mỹ phẩm ColourPop. Vào ngày 20 tháng 12, Gomez đã xuất hiện trong bản phối lại "Mala Mía" của ca sĩ người Colombia Maluma, cùng với ca sĩ người Brazil Anitta.

### 2019 hiện tại: Mala Santa
Vào ngày 18 tháng 1 năm 2019, Gomez chính thức trở lại với âm nhạc tiếng Anh với việc phát hành "LBD", cùng với video lyric của nó. Vào ngày 22 tháng 3, cô đã phát hành đĩa đơn tiếp theo "Green Light Go" được phép tải xuống và phát trực tuyến kỹ thuật số. Gomez bắt đầu chuyến lưu diễn mang tên mình đến các quốc gia nói tiếng Tây Ban Nha. Vào ngày 28 tháng 3, Kane Brown đã phát hành một phiên bản tiếng Tây Ban Nha "Lost in the Middle of Nowhere" với Gomez, cùng với một video âm nhạc và một clip hậu trường phiên bản tiếng Anh. Vào ngày 19 tháng 4, Gomez đã phát hành đĩa đơn " La respuesta " với Maluma.
"Un Mundo Ideal", phiên bản song ngữ của " A whole new world ", được trình bày bởi Zayn Malik và Gomez cho nhạc phim Aladdin - bản làm lại năm 2019. Bài hát được phát hành vào ngày 17 tháng 5 năm 2019. Cô hợp tác với Myke Towers với bài hát " Dollar " - một video âm nhạc được phát hành ngày 12 tháng 7 năm 2019. 
Vào ngày 6 tháng 9 năm 2019, Akon đã phát hành " Cómo No " kết hợp với Gomez, với tư cách là đĩa đơn chính của El Negreeto. Vào ngày 27 tháng 9 năm 2019, cô ấy đã trình bày bài hát " Chicken Noodle Soup " của J-Hope. Bài hát có lời bài hát bằng tiếng Tây Ban Nha, tiếng Anh và tiếng Hàn. cả hai đều tham gia viết bằng ngôn ngữ tương ứng của họ.
Gomez đã phát hành album phòng thu đầu tay Mala Santa vào ngày 17 tháng 10 năm 2019.

## Cuộc sống cá nhân
Austin Mahone và Becky G trở thành một cặp đôi vào tháng 4/2015, xuất phát từ thân phận là những người bạn chung sở thích về âm nhạc. Chỉ 5 tháng sau 2 người đã chia tay. Rất may mắn là sau khi chia tay Austin Mahone và Becky G vẫn là bạn bè.
Vào tháng 6 năm 2016, Gomez đã xác nhận cô có mối quan hệ với cầu thủ bóng đá chuyên nghiệp người Mỹ, Sebastian Lletget.

## Phim ảnh
| Năm  | Tiêu đề       | Vai trò               | Ghi chú            |
| ---- | ------------- | --------------------- | ------------------ |
| 2008 | El Tux        | Claudia Gómez         | Phim ngắn          |
| 2011 | House of Sin  | Rosalia               |                    |
| 2017 | Power Rangers | Trini (Yellow Ranger) |                    |
| 2018 | Gnome Alone   | Chloe                 | Vai trò lồng tiếng |
| 2018 | A.X.L.        | Sara Reyes            |                    |

## Vai trò truyền hình
| Năm  | Tiêu đề                        | Vai trò           | Ghi chú                                                                             |
| ---- | ------------------------------ | ----------------- | ----------------------------------------------------------------------------------- |
| 2008 | La estación de la Calle Olvera | Nina              | Phim truyền hình                                                                    |
| 2014 | Mahomie Madness                | Chính cô ấy       | Tập: "Austin Mahone khoe chuyến xe buýt của anh ấy và đi chơi với Becky G" (tập 33) |
| 2014 | Teens Wanna Know               | Chính cô ấy       | Tập: "Bài đánh giá về tai nghe âm thanh của DJ Slade & Flips" (phần 3, tập 19)      |
| 2014 | Tu día alegre                  | Chính cô ấy       | Tập: " Gabriel Valenzuela và Río Roma                                               |
| 2015 | Austin & Ally                  | Chính cô ấy       | Tập: " Vũ công & Ditzes                                                             |
| 2015 | Empire                         | Valentina Galindo | Các tập phim: " Không có đất nước ", " Ngọn lửa thiên đường "                       |
| 2018 | La voz Argentina               | Chính cô ấy       | Đồng huấn luyện viên                                                                |

## Giải thưởng và đề cử

### Giải thưởng âm nhạc Latin Billboard
| Năm  | Thể loại                          | Đề cử   | Kết quả |
| ---- | --------------------------------- | ------- | ------- |
| 2015 | Nghệ sĩ của năm                   | Becky G | Đề cử   |
| 2017 | Ca sĩ Latin nóng bỏng của năm, Nữ | Becky G | Đề cử   |
| 2018 | Ca sĩ Latin nóng bỏng của năm, Nữ | Becky G | Đề cử   |
| 2019 | Ca sĩ Latin nóng bỏng của năm, Nữ | Becky G | Đề cử   |

### Giải thưởng âm nhạc Mỹ Latinh
| Năm  | Thể loại                             | Đề cử                     | Kết quả |
| ---- | ------------------------------------ | ------------------------- | ------- |
| 2016 | Nữ nghệ sĩ nhạc Pop / Rock yêu thích | Becky G                   | Thắng   |
| 2018 | Nữ nghệ sĩ được yêu thích của năm    | Becky G                   | Thắng   |
| 2018 | Bài hát đô thị yêu thích             | "Mayores" (ft. Bad Bunny) | Thắng   |
| 2018 | Bài hát của năm                      | "Mayores" (ft. Bad Bunny) | Đề cử   |

### Premios Juventud
| Năm  | Thể loại                             | Đề cử / Công việc | Kết quả |
| ---- | ------------------------------------ | ----------------- | ------- |
| 2013 | Khải Huyền trẻ                       | Becky G           | Đề cử   |
| 2015 | Nghệ sĩ nhạc Pop/ Rock               | Becky G           | Đề cử   |
| 2015 | Lượt yêu thích                       | "Shower"          | Thắng   |
| 2016 | Nghệ sĩ nhạc Pop/ Rock               | Becky G           | Đề cử   |
| 2016 | Mi Tuitero Favourito                 | Becky G           | Đề cử   |
| 2016 | Phong cách đẹp nhất                  | Becky G           | Thắng   |
| 2017 | Biểu tượng của các tín đồ thời trang | Becky G           | Đề cử   |

### Giải thưởng Lo Nuestro
| Năm  | Thể loại                    | Đề cử          | Kết quả |
| ---- | --------------------------- | -------------- | ------- |
| 2015 | Nữ nghệ sĩ nhạc Pop của năm | Becky G        | Đề cử   |
| 2019 | Nữ nghệ sĩ đô thị của năm   | Becky G        | Đề cử   |
| 2019 | Bài hát đô thị của năm      | "Sin Pijama"   | Thắng   |
| 2019 | Bài hát đô thị của năm      | "Dura (Remix)" | Đề cử   |
| 2019 | Bản phối của năm            | "Dura (Remix)" | Đề cử   |
| 2019 | Hợp tác đô thị của năm      | "Dura (Remix)" | Đề cử   |
| 2019 | Hợp tác đô thị của năm      | "Sin Pijama"   | Thắng   |

### Giải thưởng âm nhạc đài phát thanh Disney
| Năm  | Thể loại                        | Đề cử / Công việc | Kết quả |
| ---- | ------------------------------- | ----------------- | ------- |
| 2014 | Nghệ sĩ mới xuất sắc nhất       | Becky G           | Thắng   |
| 2014 | Nghệ sĩ với phong cách tốt nhất | Becky G           | Đề cử   |
| 2015 | Bài hát mới hấp dẫn nhất        | "Shower"          | Thắng   |
| 2015 | Nghệ sĩ với phong cách tốt nhất | Becky G           | Thắng   |
| 2016 | Nghệ sĩ với phong cách tốt nhất | Becky G           | Thắng   |
| 2016 | Bài hát hay nhất để nhảy        | "Break a Sweat"   | Đề cử   |

### Giải thưởng dành cho tuổi teen
| Năm  | Thể loại                                   | Đề cử / Công việc | Kết quả |
| ---- | ------------------------------------------ | ----------------- | ------- |
| 2014 | Ngôi sao ca nhạc mùa hè được bình chọn: Nữ | Becky G           | Đề cử   |
| 2014 | Bình chọn âm nhạc: Nghệ sĩ đột phá         | Becky G           | Đề cử   |
| 2016 | Bình chọn âm nhạc: Bài hát của nhóm        | "Break a Sweat"   | Đề cử   |
| 2016 | Bầu chọn TV: Cảnh Stealer                  | Impire            | Đề cử   |
| 2016 | Phong cách dược bình chọn: Nữ              | Becky G           | Đề cử   |
| 2017 | Nữ diễn viên phim khoa học viễn tưởng      | Power Rangers     | Đề cử   |
| 2018 | Nghệ sĩ Latin dược bình chọn               | Becky G           | Đề cử   |

### Giải thưởng Gardel
| Năm  | Thể loại                              | Đề cử / Công việc  | Kết quả |
| ---- | ------------------------------------- | ------------------ | ------- |
| 2019 | Bài hát hay album Urban/Trap hay nhất | " Cuando Te Besé " | Đề cử   |
| 2019 | Hợp tác tốt nhất                      | " Cuando Te Besé " | Đề cử   |
| 2019 | Hợp tác Urban/ Trap tốt nhất          | " Cuando Te Besé " | Thắng   |